# Merlin Hummel
Merlin Hummel (4 de enero de 2002) es un deportista de Alemania que compite en atletismo. Ganó una medalla de plata en el Campeonato Europeo de Atletismo Sub-20 de 2021, en la prueba de lanzamiento de martillo.